# Ghiacciaio Vane
Il ghiacciaio Vane (in inglese Vane Glacier) è un ghiacciaio situato sulla costa di Walgreen, nella parte orientale della Terra di Marie Byrd, in Antartide. Il ghiacciaio, il cui punto più alto si trova a quasi 1.000 m s.l.m., fluisce verso nord-est lungo il versante nord-orientale del monte Murphy fino ad andare ad alimentare la piattaforma glaciale Crosson, tra capo Eisberg e capo Boyd.

## Storia
Il ghiacciaio Vane è stato mappato dallo United States Geological Survey grazie a ricognizioni terrestri dello stesso USGS e a fotografie aeree scattate dalla marina militare statunitense (USN) nel periodo 1959-1966; esso è stato poi così battezzato dal Comitato consultivo dei nomi antartici in onore di Gregg A. Vane, scienziato statunitense in visita presso la stazione di ricerca sovietica Novolazarevskaja nel 1972.